# 6723 Кріскларк
6723 Кріскларк (6723 Chrisclark) — астероїд головного поясу, відкритий 14 лютого 1991 року.
Тіссеранів параметр щодо Юпітера — 3,106.